# Dolmen du Montheil
Le dolmen du Montheil (ou dolmen de Monteil) est un dolmen situé à Folles, en France.

## Localisation
Le dolmen est situé dans le département français de la Haute-Vienne, sur la commune de Folles, près du hameau du Montheil.

## Historique
Le dolmen est classé au titre des monuments historiques le 7 mai 1945.